# Bitwa pod Nowogrodem (1920)

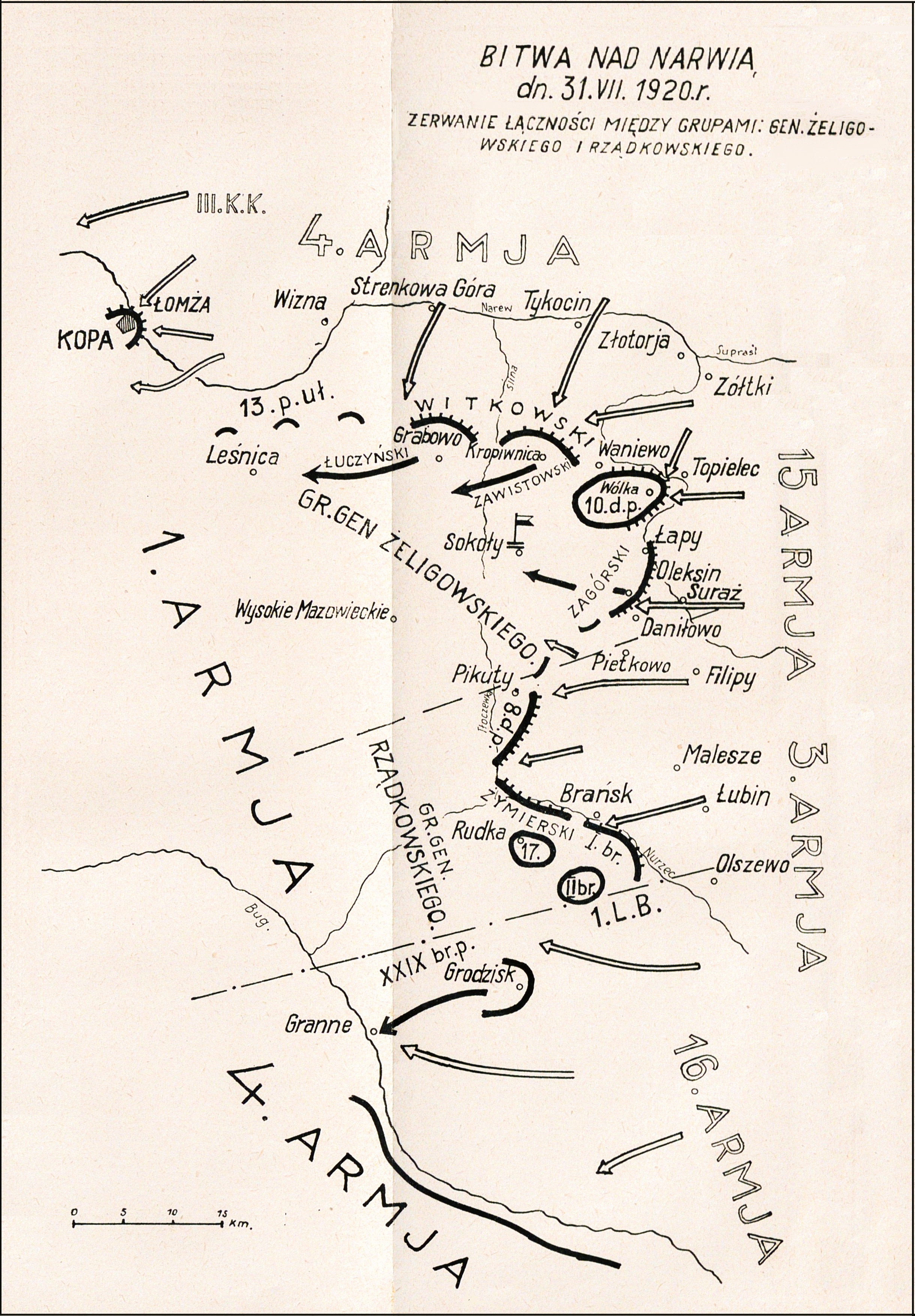
Generał Lucjan Żeligowski, Wojna w roku 1920 – wspomnienia i rozważania

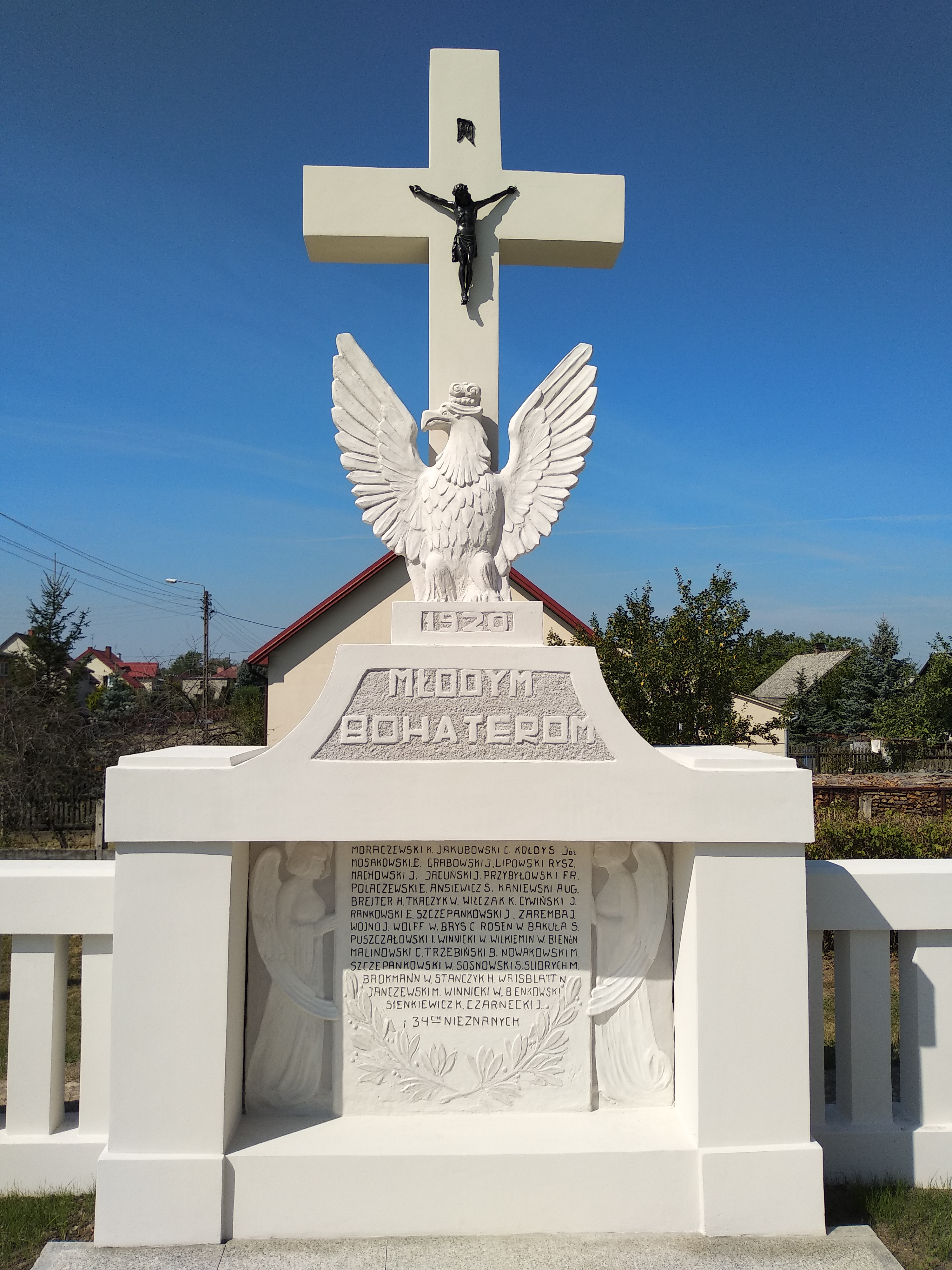
Nowogród - cmentarz wojenny - pomnik żołnierzy poległych w 1920 roku

Bitwa pod Nowogrodem – część bitwy pod Łomżą; walki polskiego 205 pułku piechoty z sowiecką 10 Dywizją Kawalerii w czasie lipcowej ofensywy Frontu Zachodniego Michaiła Tuchaczewskiego podczas wojny polsko-bolszewickiej.

## Położenie ogólne wojsk
W pierwszej dekadzie lipca przełamany został front polski nad Autą, a wojska Frontu Północno-Wschodniego gen. Stanisława Szeptyckiego cofały się pod naporem ofensywy Michaiła Tuchaczewskiego.
Naczelne Dowództwo Wojska Polskiego nakazało powstrzymanie wojsk sowieckiego Frontu Zachodniego na linii dawnych okopów niemieckich z okresu I wojny światowej.
Sytuacja operacyjna, a szczególnie upadek Wilna i obejście pozycji polskich od północy, wymusiła dalszy odwrót wojsk polskich.
1 Armia gen. Gustawa Zygadłowicza cofała się nad Niemen, 4 Armia nad Szczarę, a Grupa Poleska na Kanał Ogińskiego i Pińsk.
Obrona wojsk polskich na linii Niemna i Szczary również nie spełniła oczekiwań. W walce z przeciwnikiem oddziały polskie poniosły duże straty i zbyt wcześnie zaczęły wycofanie na linię Bugu.
W końcu lipca Front Północno-Wschodni znajdował się w odwrocie na linię Bugu i Narwi. Grupa gen. Władysława Junga została zepchnięta za Narew, a grupa gen. Daniela Konarzewskiego stała między Prużaną a Berezą Kartuską. Między obiema grupami, podległymi 4 Armii, wytworzyła się kilkudziesięciokilometrowa luka, w którą wtargnęły sowieckie 2 i 17 Dywizje Strzelców. Po obu stronach linii kolejowej Łuniniec – Brześć cofała się Grupa Poleska gen. Władysława Sikorskiego. Odwrót wojsk gen. Sikorskiego nie był wymuszony działaniami przeciwnika, ale wydarzeniami na północnym odcinku frontu.
Plan polskiego Naczelnego Dowództwa zakładał, że 1. i 4 Armia oraz Grupa Poleska do 5 sierpnia będą bronić linii Narew – Orlanka oraz Leśna – Brześć i w ten sposób umożliwią przygotowanie kontrofensywy z rejonu Brześcia na lewe skrzydło wojsk Frontu Zachodniego Michaiła Tuchaczewskiego. Rozstrzygającą operację na linii Bug, Ostrołęka, Omulew doradzał też gen. Maxime Weygand.
Warunkiem powodzenia było utrzymanie posiadającej wielkie znaczenie strategiczne Twierdzy Brzeskiej oraz pobicie 1 Armii Konnej Siemiona Budionnego, co umożliwiłoby ściągnięcie nad Bug części sił polskich z Galicji.
28 lipca Front Północno-Wschodni był nadal w odwrocie. 1 Armia opuściła Białystok i wycofała się na linię Narwi. Na lewym skrzydle polskiego frontu sowiecki III Korpus Kawalerii Gaja Gaja nadal parł na zachód, dochodząc aż pod Łomżę. Zagrożone zostało zarówno skrzydło jak i tyły 1 Armii. W tym czasie zarówno dowódca armii jak i dowódca frontu nie posiadali znaczących odwodów operacyjnych.

## Walki pod Nowogrodem
W południe 29 lipca pod Łomżę podeszła kawaleria 3 Korpusu Kawalerii Gaja Gaja i z marszu zaatakowała wschodnie forty twierdzy. Walki toczyły się ze zmiennym szczęściem.
30 lipca Naczelne Dowództwo Wojska Polskiego utworzyło z wojsk walczących w rejonie Łomży grupę operacyjną gen. Jana Wroczyńskiego.
W tym też dniu i Sowieci przegrupowali siły. Dowódca sowieckiej 4 Armii Aleksandr Szuwajew nakazał dowódcy 3 Korpusu Kawalerii blokować miasto jedną dywizją, a częścią sił sforsować Narew pod Nowogrodem i obejść Łomżę od zachodu.
31 lipca Gaja Gaj przerzucił główne siły korpusu na północ od Nowogrodu, pozostawiając pod Łomżą jedną brygadę 15 Dywizji Kawalerii.
Tego dnia do Ostrołęki zaczęły przybywać z Warszawy transporty 205 ochotniczego pułku piechoty im. Jana Kilińskiego. Z powodu dynamicznej sytuacji na froncie, pułk wchodził do walki częściami. III batalion por. Brodowskiego, który jako pierwszy stanął w Ostrołęce, otrzymał rozkaz marszu do Łomży i wsparcia grupy ppłk. Andrzeja Kopy. O świcie 1 sierpnia batalion osiągnął Miastkowo.
W tym czasie sowiecka 10 Dywizja Kawalerii rozbiła szwadron 8 Brygady Jazdy, opanowała Nowogród i odeszła w kierunku na Łomżę, a 15 Dywizja Kawalerii przeprawiła się przez Narew w rejonie Nowogrodu.
Odpowiedzią dowódcy grupy gen. Jana Wroczyńskiego było skierowanie do Nowogrodu III batalionu 205 pułku piechoty. Po krótkiej walce z pozostającymi w mieście słabymi pododdziałami 10 DK, batalion ochotniczy opanował miasto i przystąpił do organizacji obrony.
Około 11.00 do miasta podeszła nieubezpieczona kolumna 15 Dywizji Kawalerii. Powstrzymana ogniem broniącej południowej części miasta 10/205 pp poniosła duże straty. Przeciwnik wycofał się i po przegrupowaniu rozpoczął natarcie z wykorzystaniem artylerii. Sowieckiego uderzenia nie wytrzymali nieostrzelani ochotnicy i polski batalion wycofał się z miasta do Chmielewa. Tu napotkał zdążający mu z pomocą II/205 pp, wzmocniony dwoma bateriami 17 pułku artylerii ciężkiej.
Wobec przewagi wroga, polskie  bataliony cofały się w kierunku na Ostrołękę powstrzymując szarże Kozaków, którzy szukali luk w polskiej kolumnie. W związku z zajęciem przez czerwonoarmistów Miastkowa, wybrano drogę okrężną przez Tarnowo. Permanentne ataki sowieckiej jazdy i trudy marszu, połączone ze słabym wyszkoleniem ochotników z Warszawy, powodowały, że morale wśród żołnierzy polskich zaczęło spadać. Tylko dzięki ogromnym wysiłkom oficerów i podoficerów udawało się zachować porządek w kolumnie. Kiedy jednak zaczęło brakować amunicji, część żołnierzy uległa panice, a niektóre kompanie rozproszyły się i zostały w większości wyrąbane przez Kozaków. Przed północą zaledwie resztki batalionów dotarły do Ostrołęki.

## Bilans walk
W walkach pod Nowogrodem 205 pułk piechoty poniósł wysokie straty – stracił około 800 żołnierzy i w zasadzie jego dwa bataliony przestały istnieć. Poległ kwiat warszawskiej młodzieży harcerskiej. Klęska pod Nowogrodem przekreśliła plany zaczepne gen. Jana Wroczyńskiego i skomplikowała położenie grupy ppłk. Andrzeja Kopy.